# Petr Kment
Petr Kment (Prague, 20 août 1942 - 22 août 2013 ) est un lutteur tchèque.
Lors des Jeux olympiques de 1964 à Tokyo, il prend la quatrième place en lutte gréco-romaine. Il obtient la médaille de bronze, dans cette discipline, aux Jeux Olympiques de 1968 à Mexico, catégorie « poids lourds », plus de 97 kg (213 lb),.